# Leichtathletik-Weltmeisterschaften 2015/Diskuswurf der Frauen

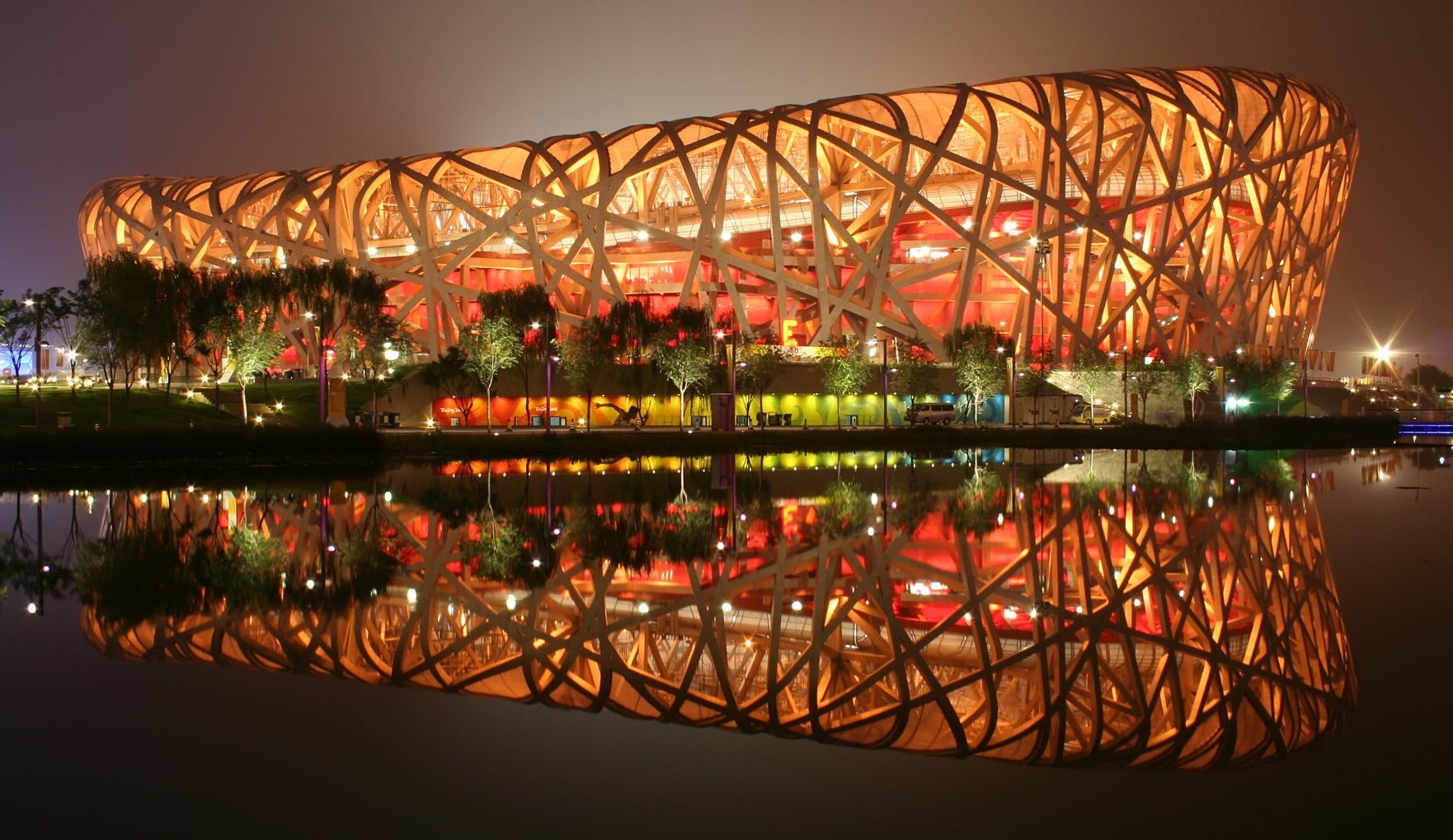
Das Nationalstadion Peking während der Weltmeisterschaften

Der Diskuswurf der Frauen bei den Leichtathletik-Weltmeisterschaften 2015 wurde am 1242. und 25. August 2015 im Nationalstadion der chinesischen Hauptstadt Peking ausgetragen.
Weltmeisterin wurde die Kubanerin Denia Caballero. Sie gewann vor der kroatischen Titelverteidigerin, aktuellen Olympiasiegerin und dreifachen Europameisterin (2010/2012/2014) Sandra Perković. Bronze ging an die deutsche Vizeweltmeisterin von 2011 und Vizeeuropameisterin von 2012 Nadine Müller.

## Bestehende Rekorde
| Weltrekord               | Gabriele Reinsch | 76,80 m | Neubrandenburg, DDR (heute Deutschland) | 9. Juli 1988    |
| Weltmeisterschaftsrekord | Martina Hellmann | 71,62 m | WM in Rom, Italien                      | 31. August 1987 |

Der bereits seit 1987 bestehende WM-Rekord wurde auch bei diesen Weltmeisterschaften nicht erreicht. Der beste Wurf – Weltmeisterin Denia Caballero im Finale mit 69,28 m – lag um 2,34 m unter dieser Weite.

## Qualifikation
Die Qualifikation wurde in zwei Gruppen durchgeführt. Die Qualifikationsweite für den direkten Finaleinzug betrug 63,00 m. Da nur vier Athletinnen diese Weite übertrafen (hellblau unterlegt), wurde das Finalfeld mit den nächstbesten Athletinnen beider Gruppen auf insgesamt zwölf Teilnehmerinnen aufgefüllt (hellgrün unterlegt). So mussten schließlich 60,72 m erbracht werden, um im Finale dabei zu sein.

### Gruppe A
24. August 2015, 9:35 Uhr Ortszeit (3:35 Uhr MESZ)
| Platz | Athletin           | Land                | 1. Versuch | 2. Versuch | 3. Versuch | Weite (m) |
| ----- | ------------------ | ------------------- | ---------- | ---------- | ---------- | --------- |
| 01    | Denia Caballero    | Kuba                | 65,15      | –          | –          | 65,15     |
| 02    | Julia Fischer      | Deutschland         | 63,38      | –          | –          | 63,38     |
| 03    | Shanice Craft      | Deutschland         | 62,73      | x          | x          | 62,73     |
| 04    | Dani Samuels       | Australien          | x          | 61,87      | 62,01      | 62,01     |
| 05    | Su Xinyue          | Volksrepublik China | 61,04      | 60,70      | 61,68      | 61,68     |
| 06    | Whitney Ashley     | USA                 | 60,88      | x          | 60,18      | 60,88     |
| 07    | Zinaida Sendriūtė  | Litauen             | 60,33      | x          | 55,22      | 60,33     |
| 08    | Jelena Panowa      | Russland            | 60,21      | 57,52      | 55,69      | 60,21     |
| 09    | Te Rina Keenan     | Neuseeland          | 57,11      | 59,20      | 58,79      | 59,20     |
| 10    | Andressa de Morais | Brasilien           | 55,85      | x          | 59,08      | 59,08     |
| 11    | Lu Xiaoxin         | Volksrepublik China | x          | 58,12      | 58,55      | 58,55     |
| 12    | Sabina Asenjo      | Spanien             | 57,56      | x          | 58,04      | 58,04     |
| 13    | Julija Malzewa     | Russland            | 57,08      | 57,03      | x          | 57,08     |
| 14    | Sanna Kämäräinen   | Finnland            | 56,68      | 53,19      | x          | 56,68     |
| 15    | Rocío Comba        | Argentinien         | x          | 56,11      | x          | 56,11     |

In Qualifikationsgruppe A ausgeschiedene Diskuswerferinnen:

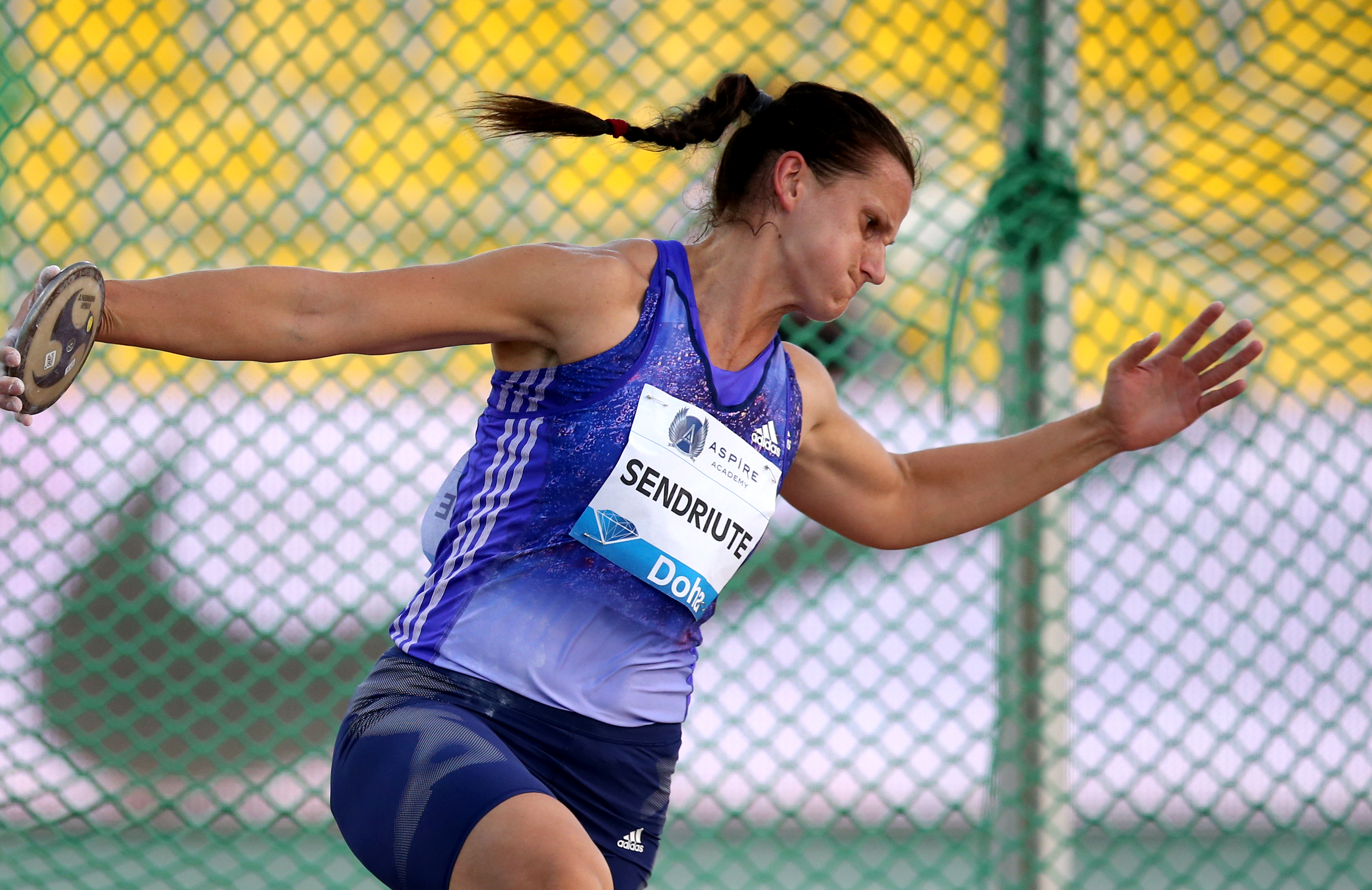
Zinaida Sendriūtė Rang sieben mit 60,33 m
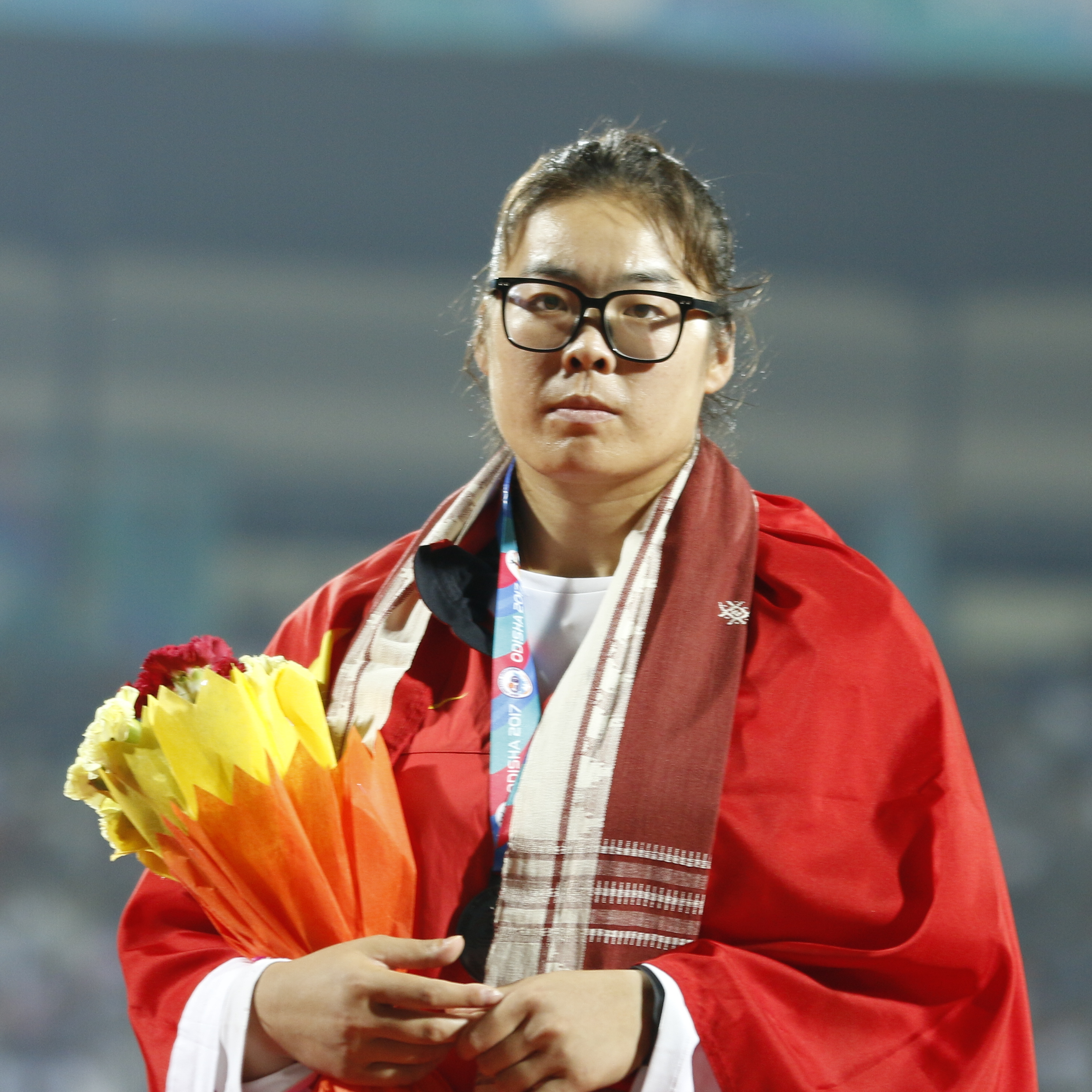
Lu Xiaoxin Rang elf mit 58,55 m
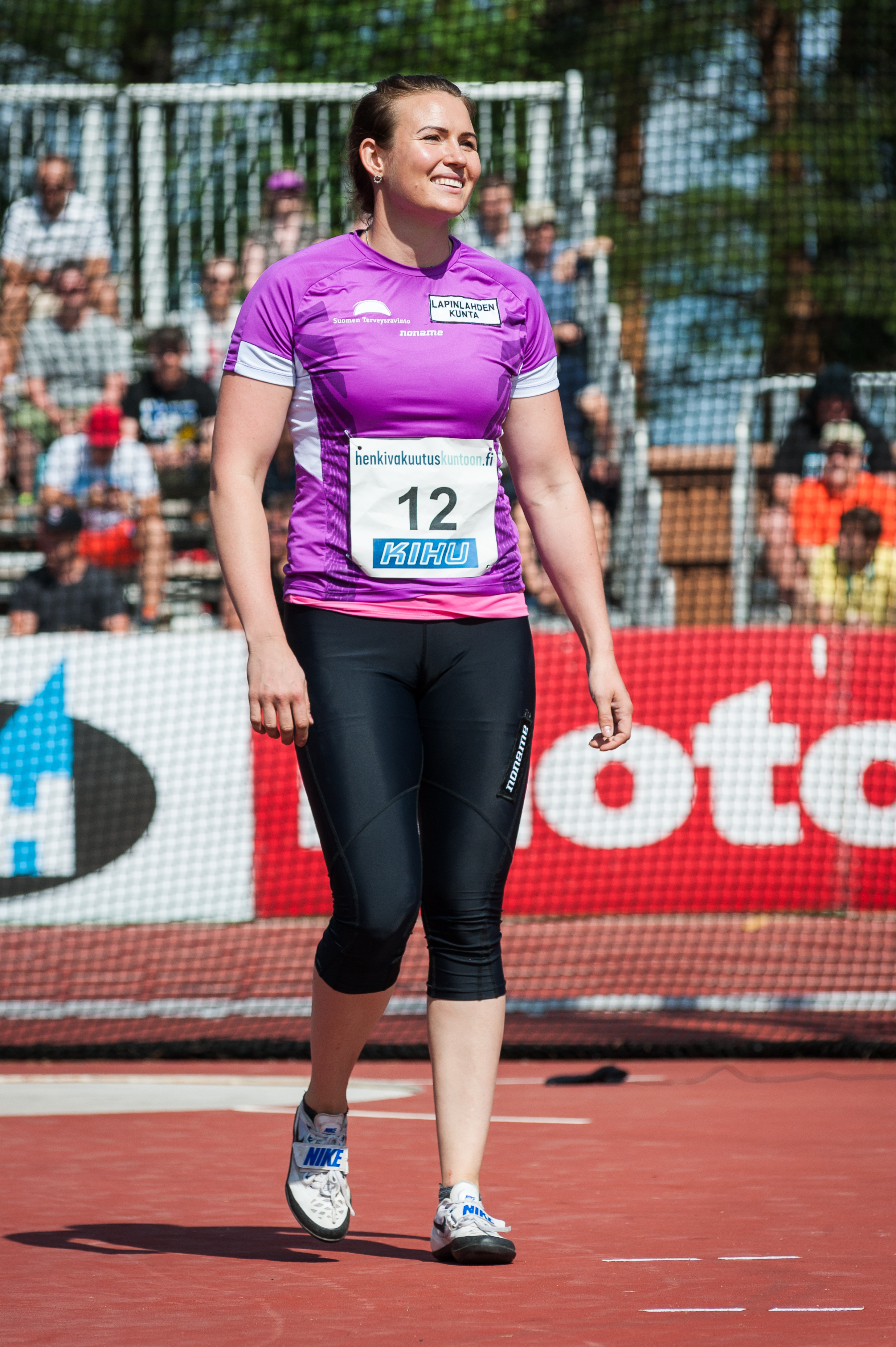
Sanna Kämäräinen Rang vierzehn mit 56,68 m

### Gruppe B
24. August 2015, 10:55 Uhr Ortszeit (4:55 Uhr MESZ)
| Platz | Athletin                  | Land                | 1. Versuch | 2. Versuch | 3. Versuch | Weite (m) |
| ----- | ------------------------- | ------------------- | ---------- | ---------- | ---------- | --------- |
| 01    | Sandra Perković           | Kroatien            | 58,95      | 64,51      | –          | 64,51     |
| 02    | Nadine Müller             | Deutschland         | 64,39      | –          | –          | 64,39     |
| 03    | Yaimé Pérez               | Kuba                | x          | 61,79      | 62,93      | 62,93     |
| 04    | Gia Lewis-Smallwood       | USA                 | 62,04      | 60,28      | –          | 62,04     |
| 05    | Mélina Robert-Michon      | Frankreich          | 60,23      | 57,93      | 61,78      | 61,78     |
| 06    | Natalija Semenowa         | Ukraine             | 59,96      | 60,72      | 57,74      | 60,72     |
| 07    | Shelbi Vaughan            | USA                 | 60,24      | x          | 57,38      | 60,24     |
| 08    | Tan Jian                  | Volksrepublik China | 59,84      | x          | x          | 59,84     |
| 09    | Jekaterina Strokowa       | Russland            | x          | x          | 59,32      | 59,32     |
| 10    | Dragana Tomašević         | Serbien             | 56,70      | 57,48      | 58,98      | 58,98     |
| 11    | Karen Gallardo            | Chile               | 55,96      | 58,32      | 55,50      | 58,32     |
| 12    | Chrysoula Anagnostopoulou | Griechenland        | 55,23      | 58,20      | x          | 58,20     |
| 13    | Fernanda Martins          | Brasilien           | 56,74      | x          | 56,26      | 56,74     |
| 14    | Subenrat Insaeng          | Thailand            | 50,20      | 55,14      | x          | 55,14     |
| 15    | Siositina Hakeai          | Neuseeland          | 54,89      | x          | x          | 54,89     |
| 16    | Irina Rodrigues           | Portugal            | x          | 48,10      | 52,82      | 52,82     |

In Qualifikationsgruppe B ausgeschiedene Diskuswerferinnen:

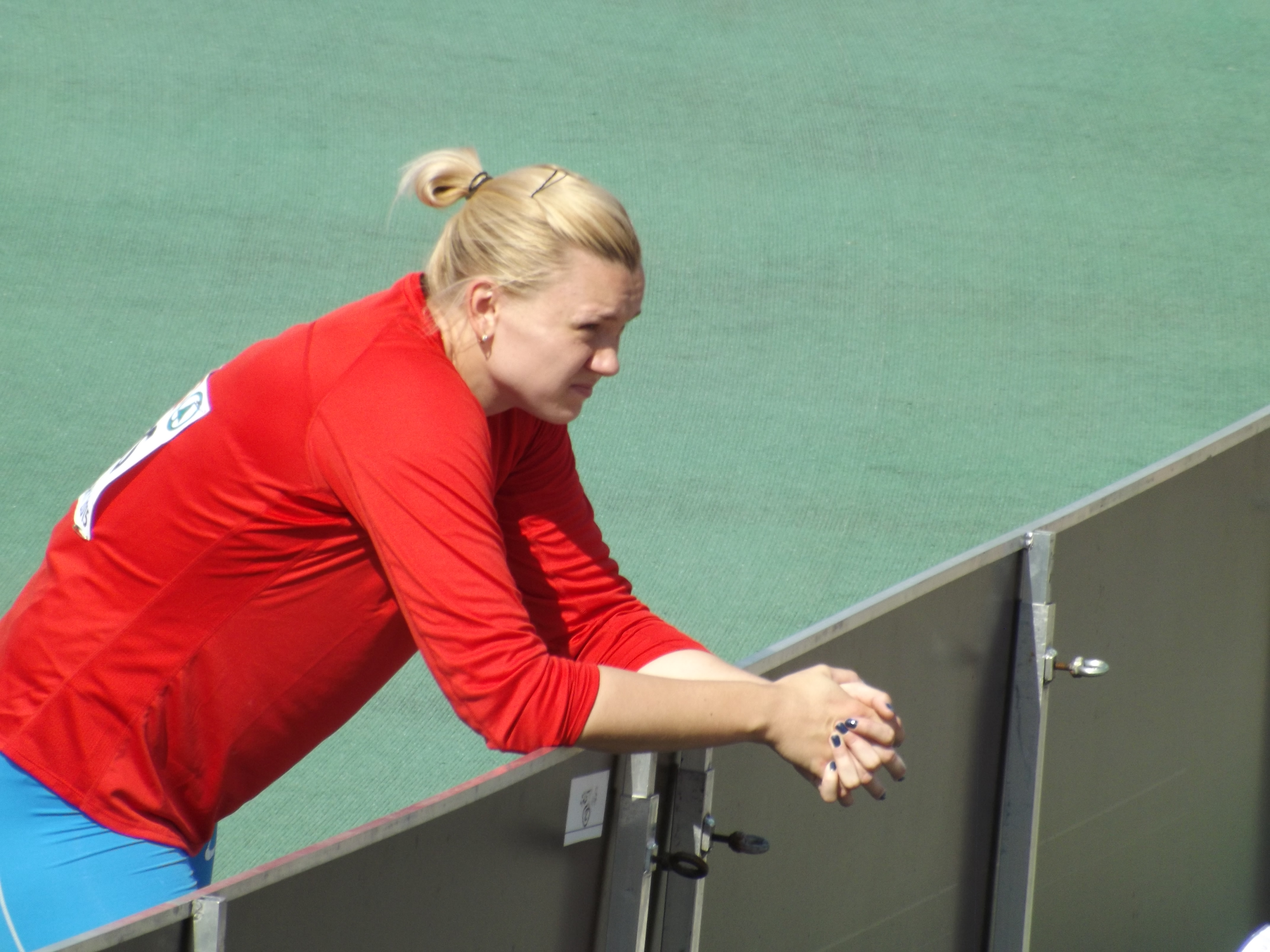
Jekaterina Strokowa Rang neun mit 59,32 m
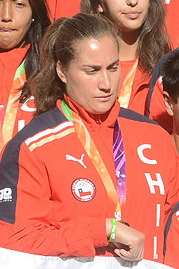
Karen Gallardo Rang elf mit 58,32 m
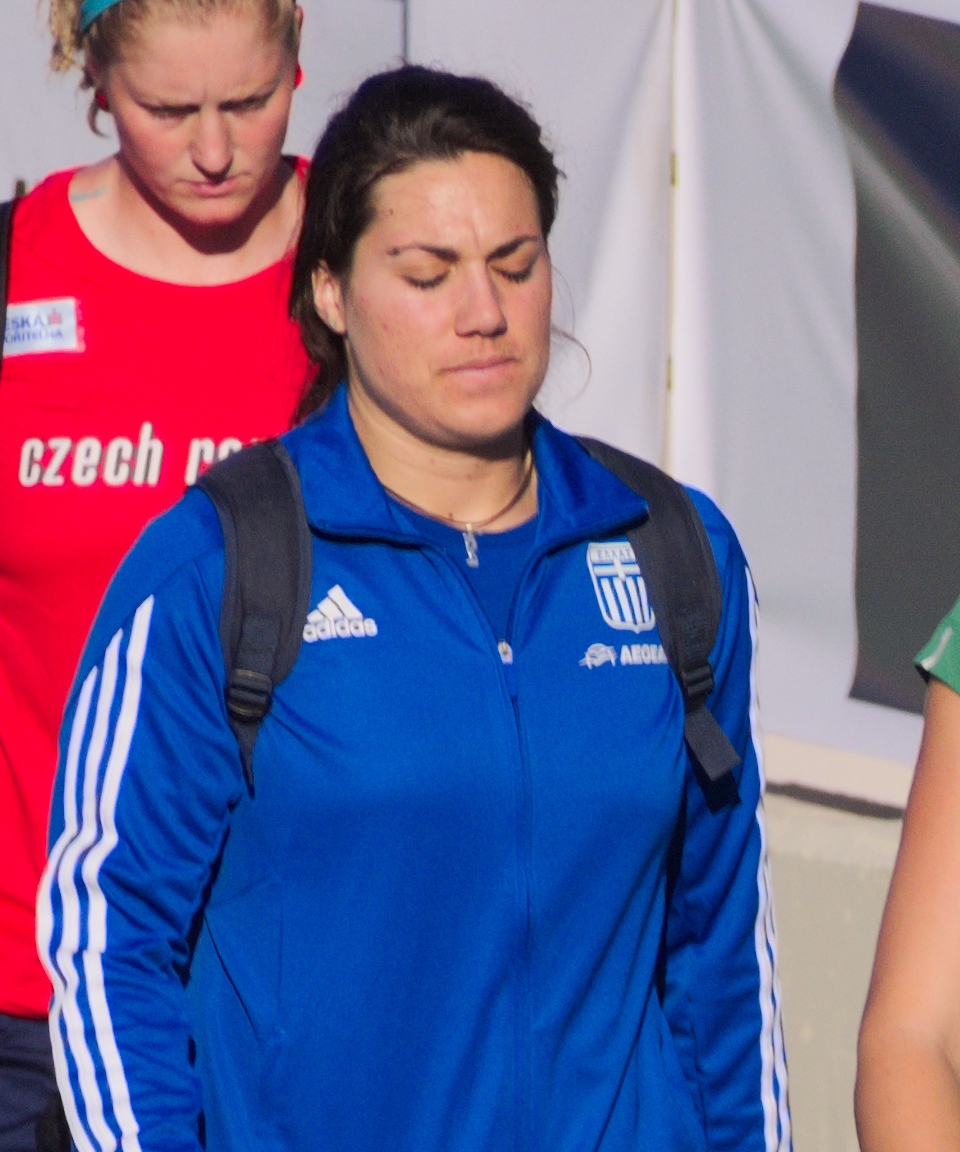
Chrysoula Anagnostopoulou Rang zwölf mit 58,20 m
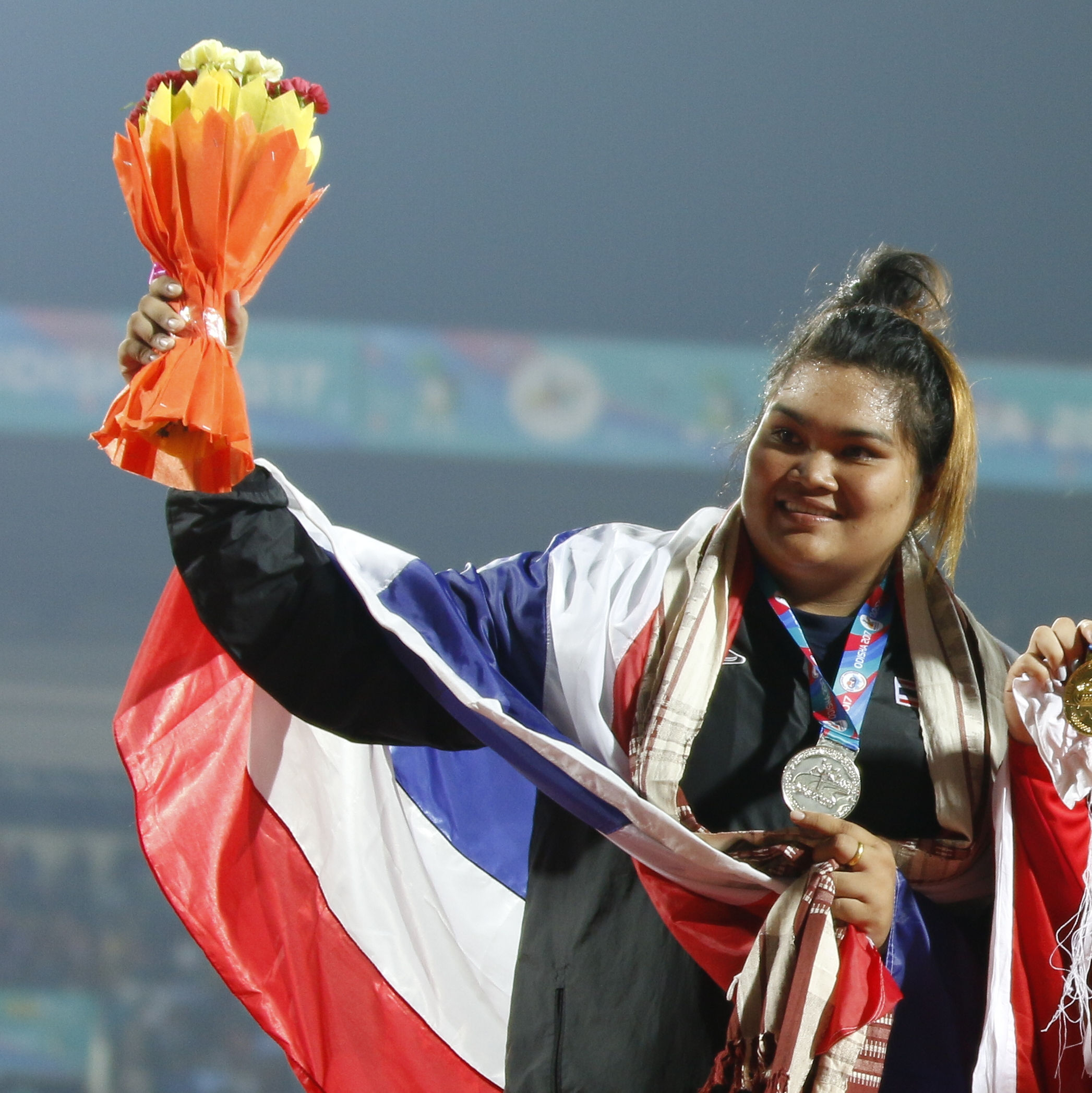
Subenrat Insaeng Rang vierzehn mit 55,14 m

### Finale
25. August 2015, 19:00 Uhr Ortszeit (13:00 Uhr MESZ)
Favoritin für diesen Wettbewerb war in erster Linie die Kroatin Sandra Perković, die bei allen großen Meisterschaften der letzten Jahre vorne gelegen hatte. Sie war die Weltmeisterin von 2013, die Olympiasiegerin von 2012 und Europameisterin von 2012 / 2014. Zu den Anwärterinnen für die weiteren Medaillen gehörten die Vizeweltmeisterin von 2013 und Vizeeuropameisterin von 2014 Mélina Robert-Michon, die drei deutschen Werferinnen Nadine Müller – Vizeweltmeisterin 2011 / Vizeeuropameisterin 2012 / Olympiavierte 2012, Shanice Craft – EM-Dritte 2014 – und Julia Fischer – EM-Fünfte 2012 / 2014.
Mit ihrem ersten Wurf überraschte die Kubanerin Denia Caballero, die 69,28 m erzielte und damit an der Spitze des Feldes lag. Mit fast vier Metern dahinter – 65,53 m – war Müller Zweite. Im zweiten Durchgang hatte Perković mit 65,53 m ihren ersten gültigen Wurf, womit sie nun auf Rang drei lag. Vor den drei Finaldurchgängen der besten acht Werferinnen änderte sich an dieser Reihenfolge nichts. Platz vier belegte Fischer mit 63,88 m, Fünfte war die Australierin Dani Samuels mit 63,08 m, es folgten die Chinesin Su Xinyue – 62,90 m, die Kubanerin Yaimé Pérez – 62,63 m – und Craft mit 61,80 m. Die Durchgänge vier und fünf brachten nur kleinere Veränderungen mit sich: Perković verbesserte sich um zwei Zentimeter, blieb damit jedoch auf Rang drei, Pérez gelangen 64,60 m, womit sie auf den vierten Platz kletterte, Samuels erzielte 63,14 m, das war Rang sechs, und Craft kam auf 63,10 m, damit war sie Siebte. Mit ihrem letzten Wurf auf 67,39 m zog die eigentliche Favoritin Sandra Perković dann doch noch vorbei an Müller auf den Silberrang. Gewinnerin aber blieb Denia Caballero, Bronze ging an Nadine Müller. Vierte wurde Yaimé Pérez vor Julia Fischer und Dani Samuels. Die Plätze sieben und acht belegten Shanice Craft und Su Xinyue.
| Platz | Athletin             | Land                | 1. Versuch | 2. Versuch | 3. Versuch | 4. Versuch                                  | 5. Versuch                                  | 6. Versuch                                  | Weite (m) |
| ----- | -------------------- | ------------------- | ---------- | ---------- | ---------- | ------------------------------------------- | ------------------------------------------- | ------------------------------------------- | --------- |
|       | Denia Caballero      | Kuba                | 69,28      | 63,83      | x          | 65,97                                       | 66,55                                       | 66,58                                       | 69,28     |
|       | Sandra Perković      | Kroatien            | x          | 65,35      | x          | 65,37                                       | x                                           | 67,39                                       | 67,39     |
|       | Nadine Müller        | Deutschland         | 65,53      | x          | 60,85      | x                                           | x                                           | 62,67                                       | 65,53     |
| 04    | Yaimé Pérez          | Kuba                | x          | 62,63      | 59,63      | 64,60                                       | 64,31                                       | 65,46                                       | 65,46     |
| 05    | Julia Fischer        | Deutschland         | 63,88      | x          | x          | 59,22                                       | x                                           | 63,19                                       | 63,88     |
| 06    | Dani Samuels         | Australien          | 53,65      | 62,90      | 63,08      | 63,14                                       | 61,48                                       | 62,31                                       | 63,14     |
| 07    | Shanice Craft        | Deutschland         | 61,80      | 61,72      | 61,46      | 59,23                                       | 63,10                                       | 62,86                                       | 63,10     |
| 08    | Su Xinyue            | Volksrepublik China | 62,90      | 62,58      | 58,47      | 61,56                                       | 62,33                                       | 62,61                                       | 62,90     |
| 09    | Whitney Ashley       | USA                 | x          | 56,91      | 61,05      | nicht im Finale der besten acht Werferinnen | nicht im Finale der besten acht Werferinnen | nicht im Finale der besten acht Werferinnen | 61,05     |
| 10    | Mélina Robert-Michon | Frankreich          | 59,25      | 60,92      | 59,89      | nicht im Finale der besten acht Werferinnen | nicht im Finale der besten acht Werferinnen | nicht im Finale der besten acht Werferinnen | 60,92     |
| 11    | Gia Lewis-Smallwood  | Großbritannien      | x          | 60,55      | 59,02      | nicht im Finale der besten acht Werferinnen | nicht im Finale der besten acht Werferinnen | nicht im Finale der besten acht Werferinnen | 60,55     |
| 12    | Natalija Semenowa    | Ukraine             | 57,94      | 59,54      | 54,97      | nicht im Finale der besten acht Werferinnen | nicht im Finale der besten acht Werferinnen | nicht im Finale der besten acht Werferinnen | 59,54     |

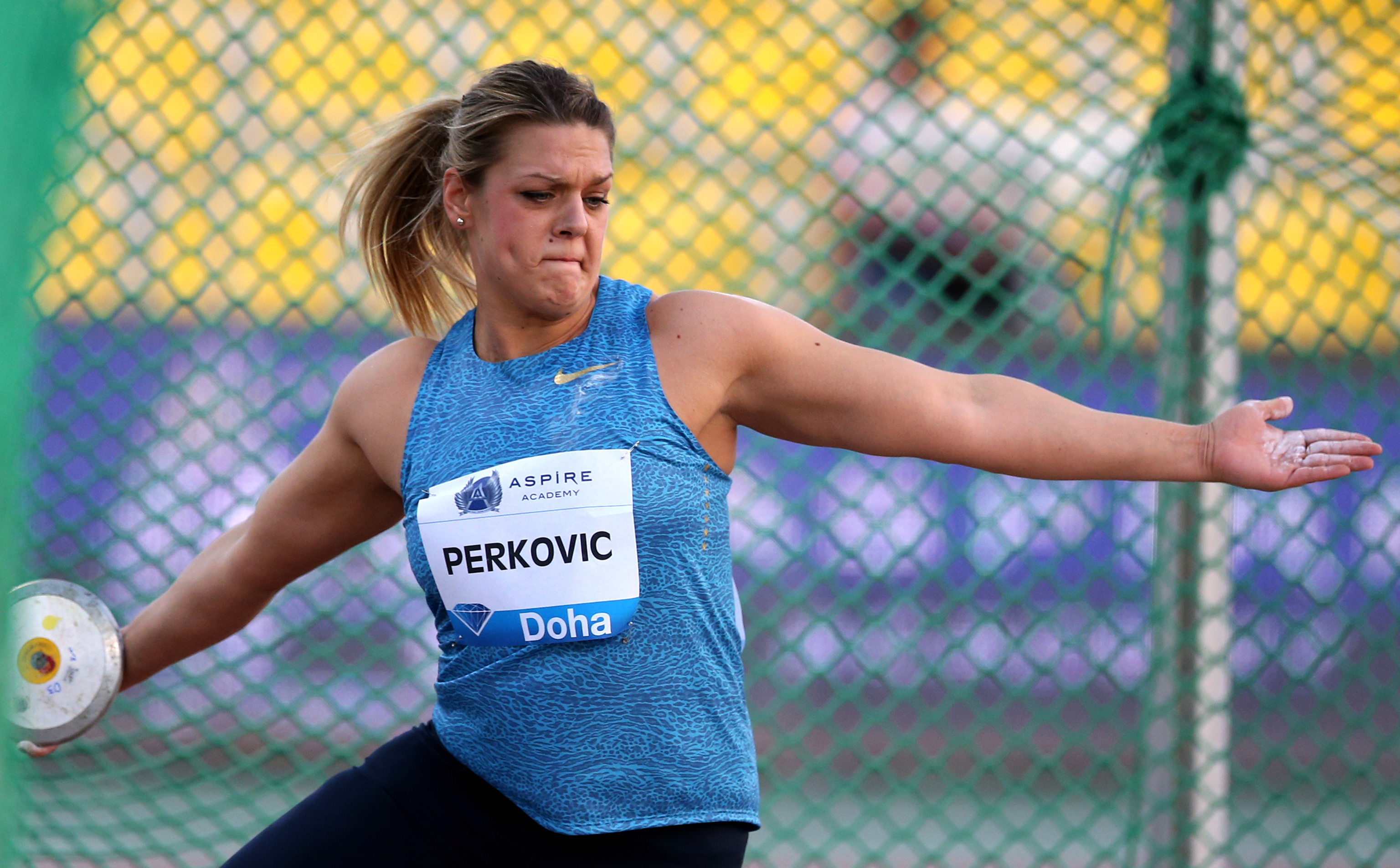
Vizeweltmeisterin Sandra Perković
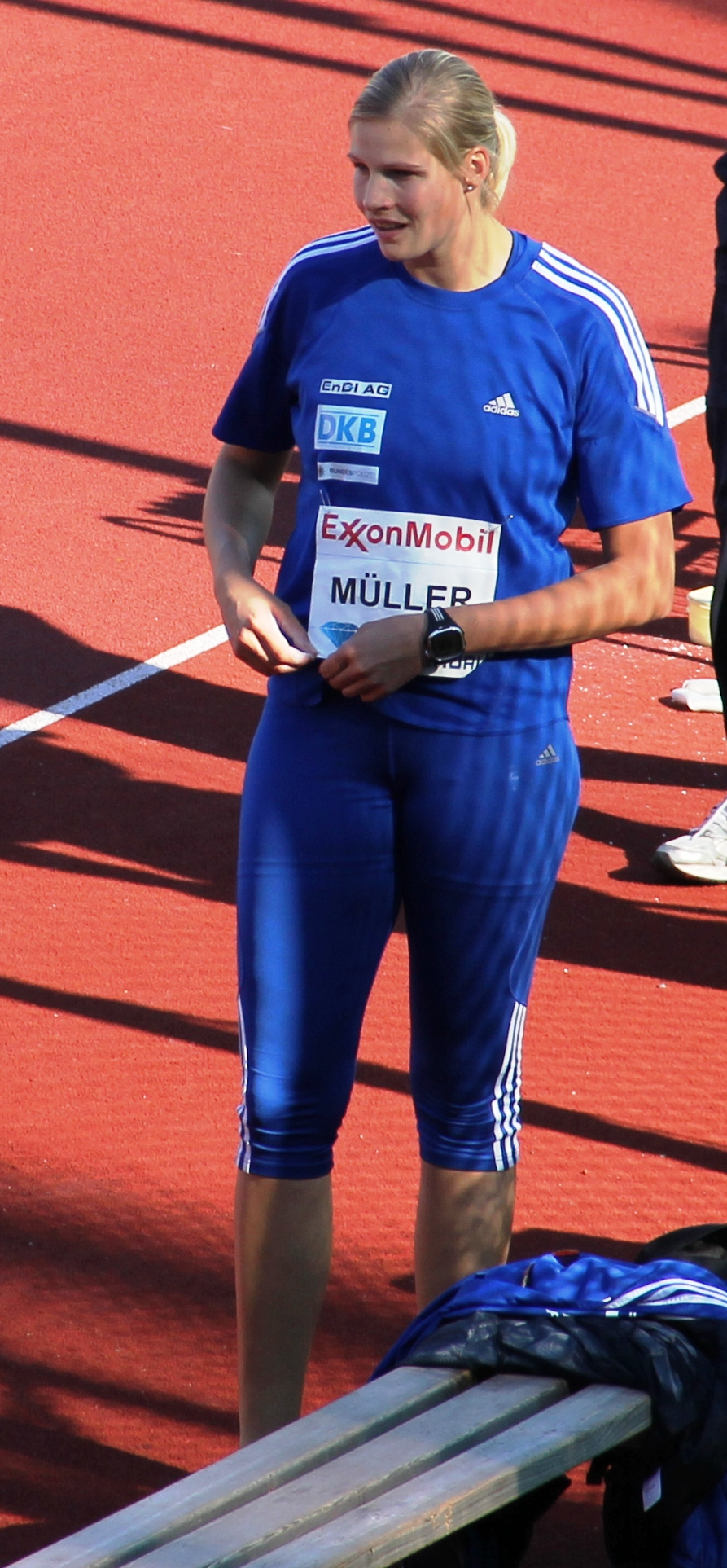
Bronzemedaillengewinnerin Nadine Müller

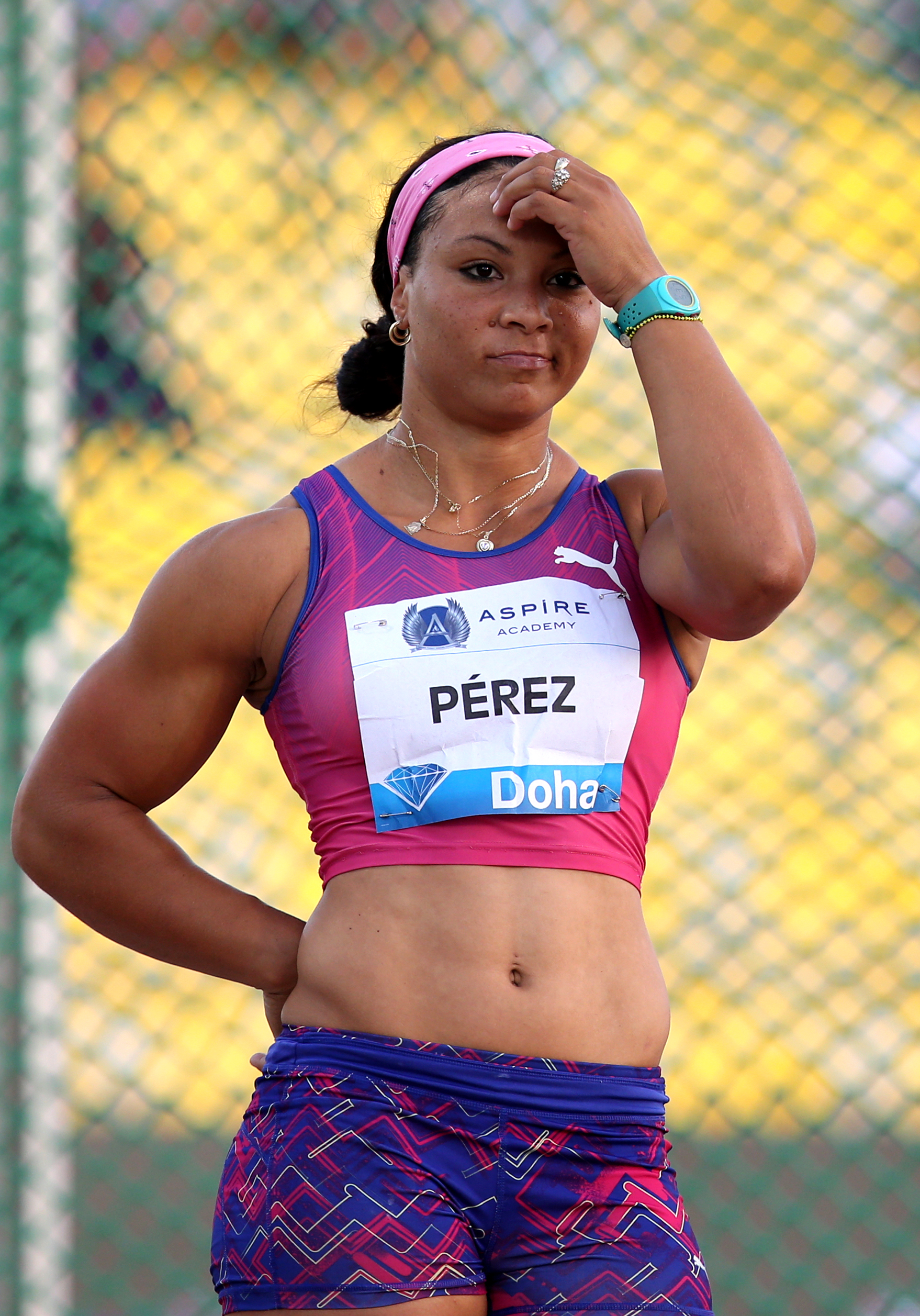
Yaimé Pérez kam auf den vierten Platz
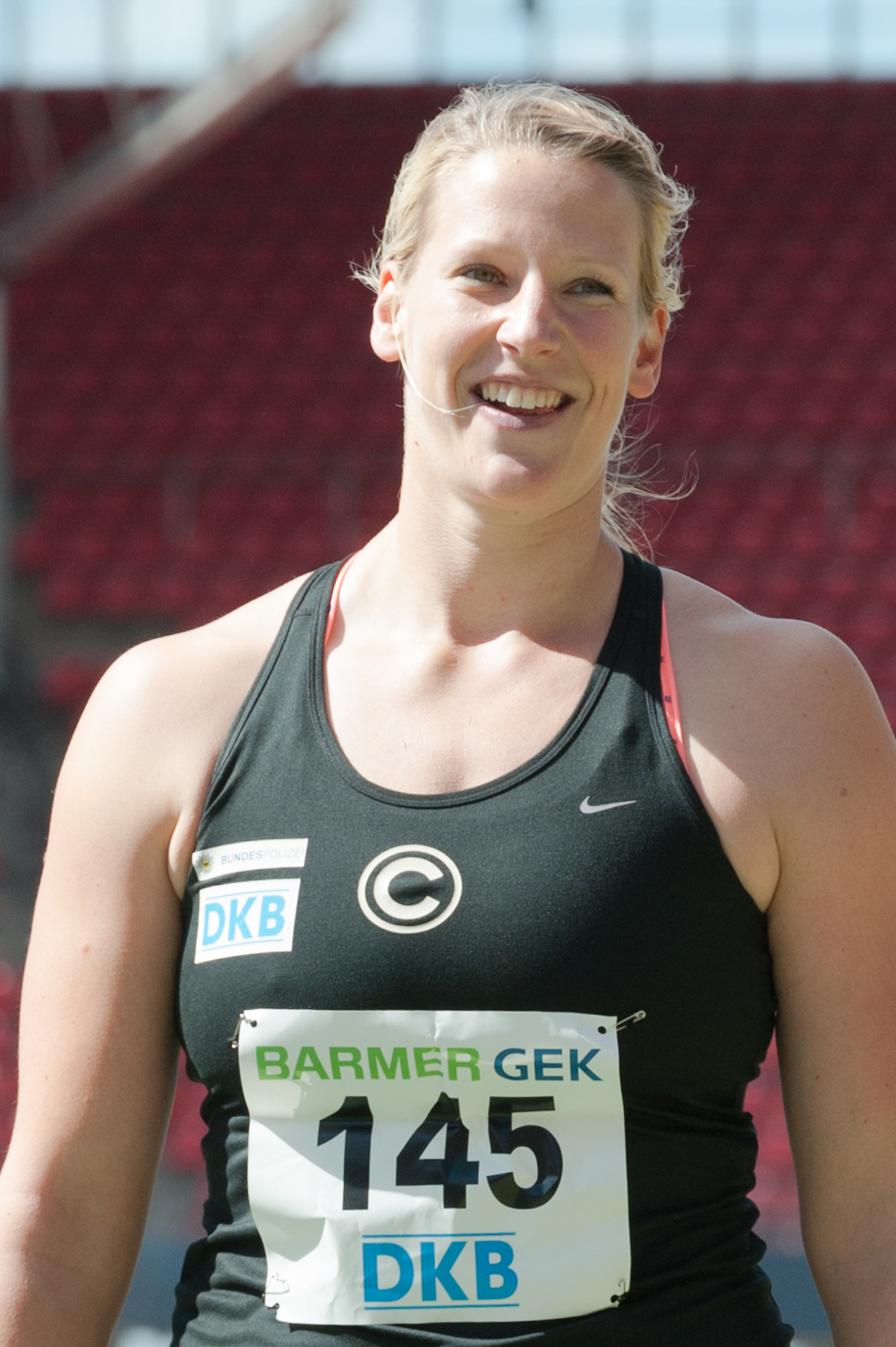
Julia Fischer belegte Rang fünf
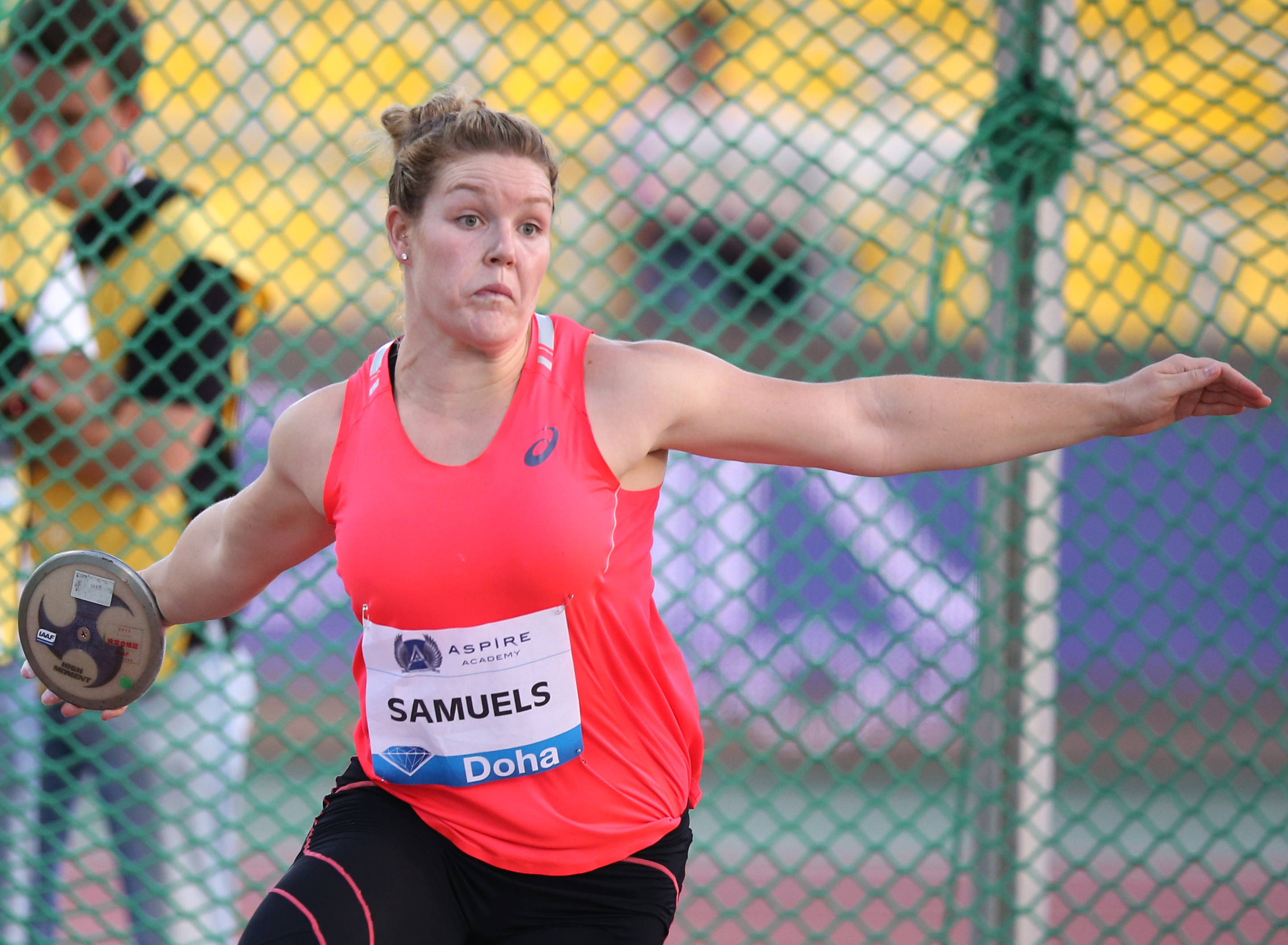
Dani Samuels erreichte Platz sechs
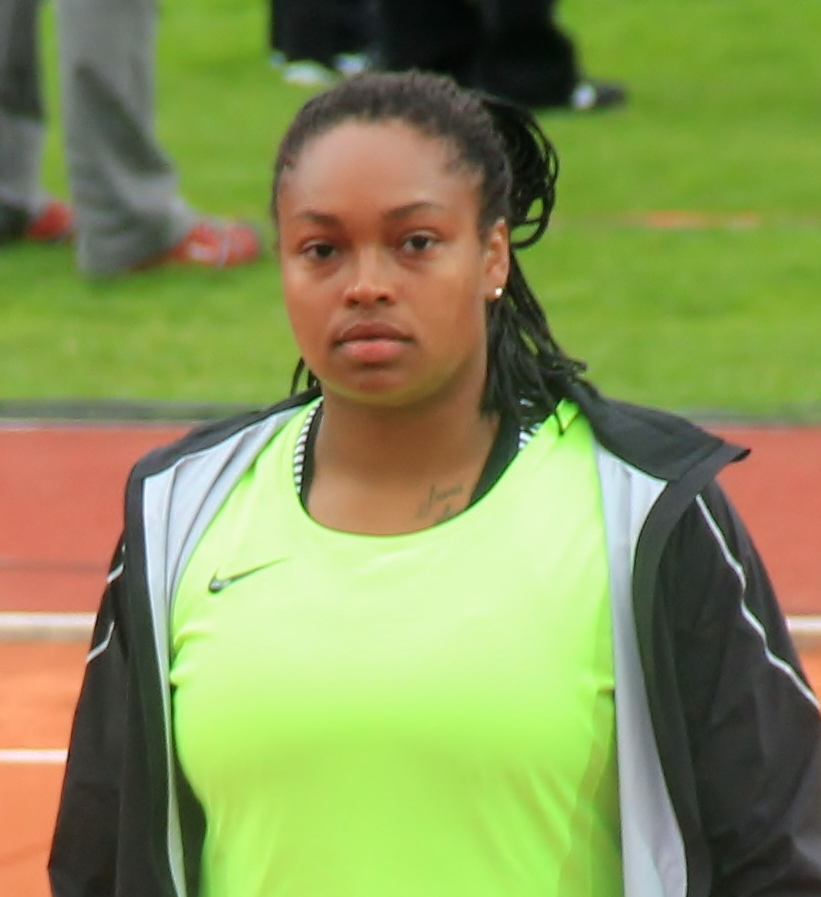
Shanice Craft wurde Siebte
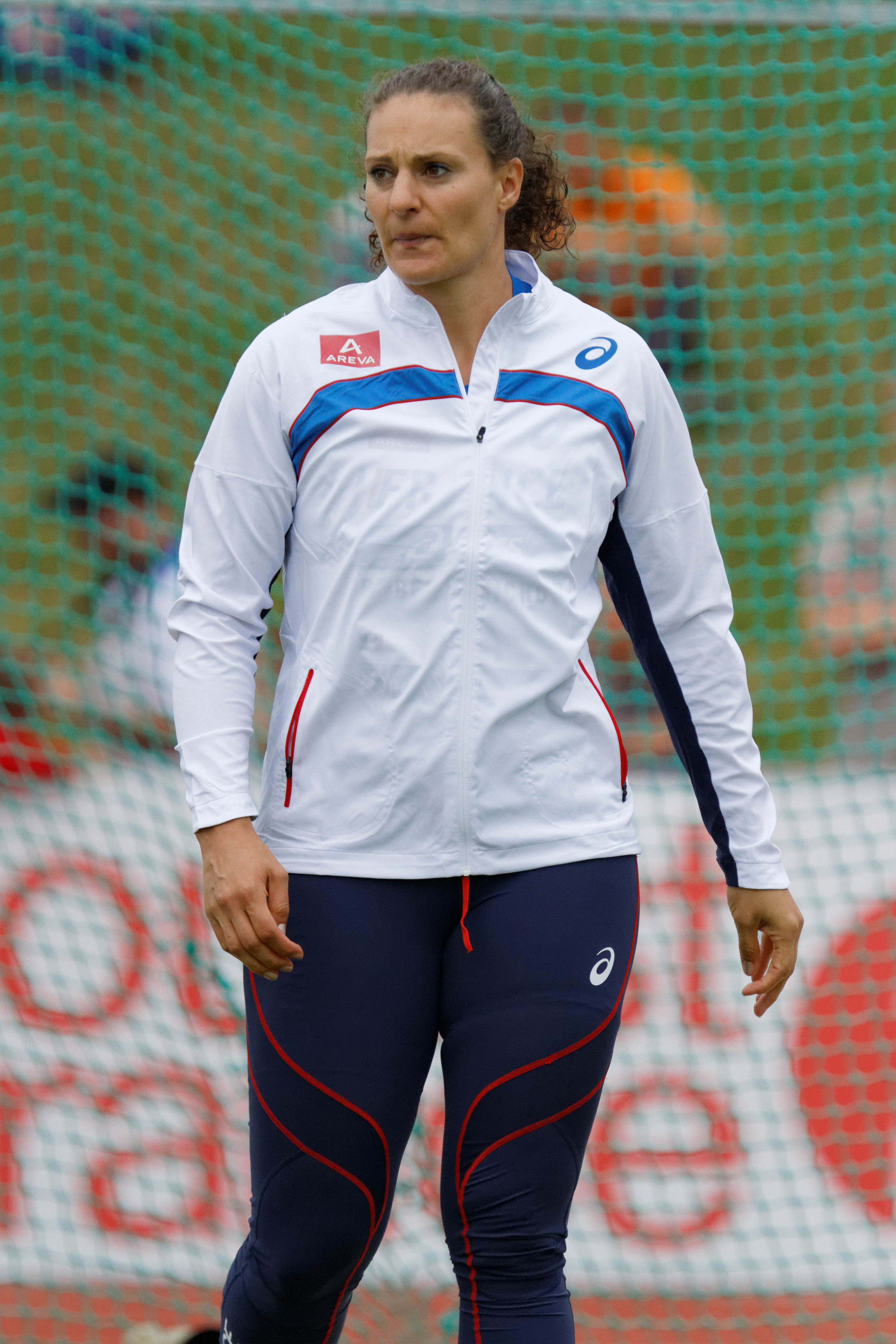
Mélina Robert-Michon belegte Rang zehn
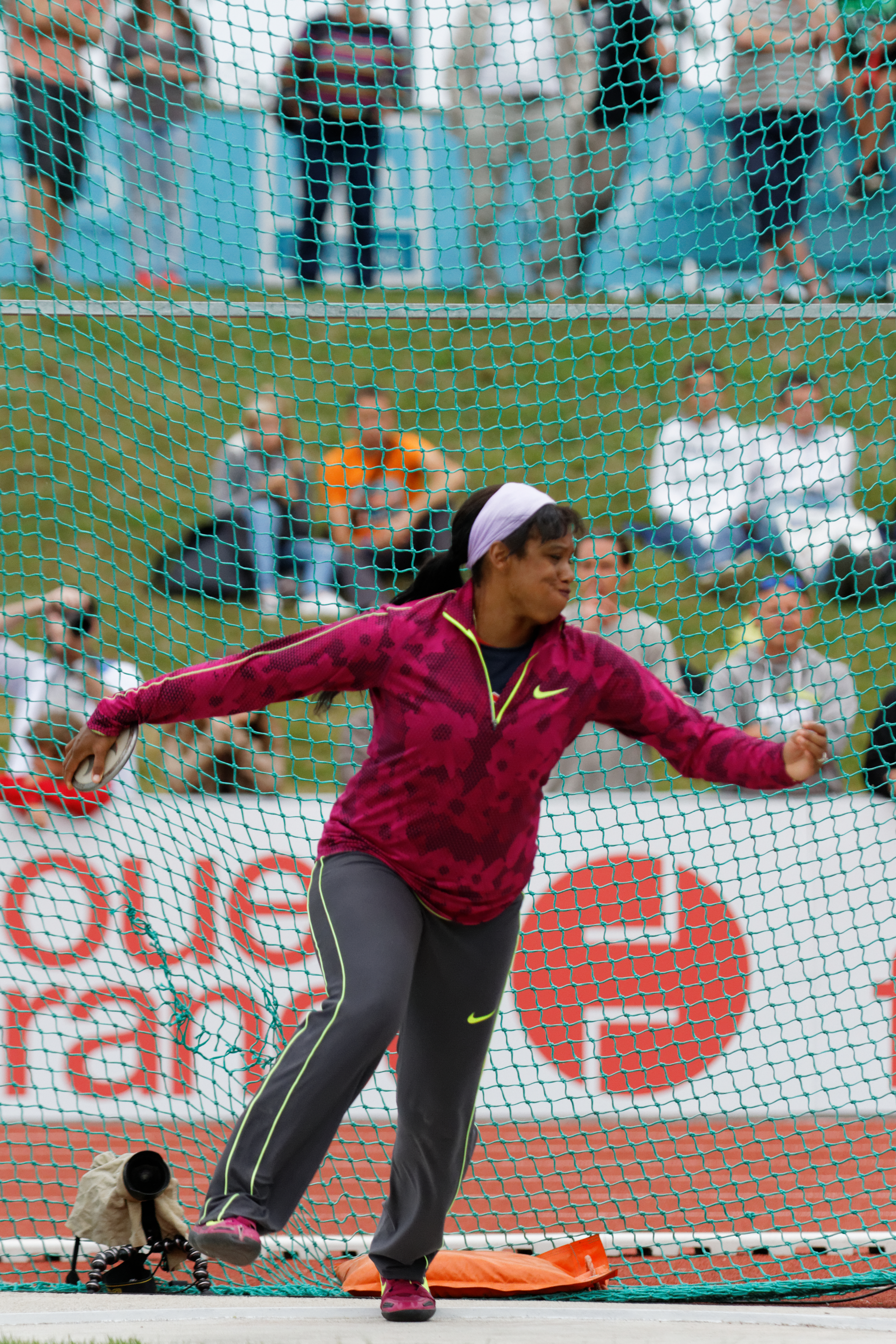
Gia Lewis-Smallwood kam auf den elften Rang
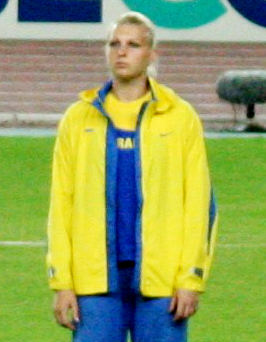
Natalija Demenowa erreichte im Finale Platz zwölf